# Pyrrhopygini
Pyrrhopygini este un trib care conține specii de fluturi din familia Hesperiidae. Cuprinde aproximativ 150 de specii răspândite în zona neotropică.

## Taxonomie

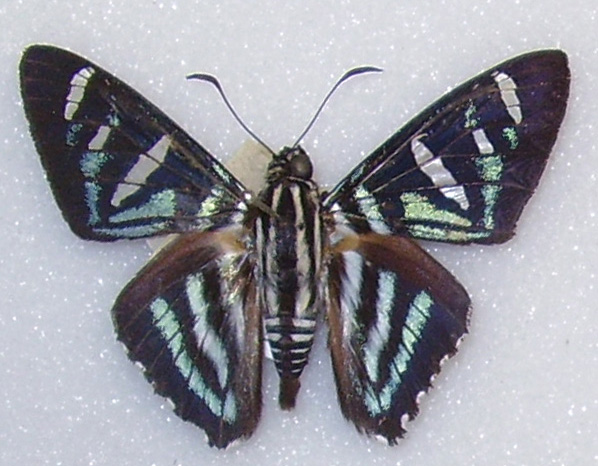
Elbella patrobas

- Subtribul Oxynetrina
  - Oxynetra
  - Olafia
- Subtribul Passovina
  - Aspitha
  - Azonax
  - Granila
  - Myscelus
  - Passova
- Subtribul Pyrrhopygina
  - Amenis
  - Amysoria
  - Apyrrothrix
  - Ardaris
  - Chalypyge
  - Creonpyge
  - Croniades
  - Cyanopyge
  - Cyclopyge
  - Elbella
  - Gunayan
  - Jemadia
  - Jonaspyge
  - Melanopyge
  - Metardaris
  - Microceris
  - Mimardaris
  - Mimoniades
  - Mysarbia
  - Mysoria
  - Nosphistia
  - Ochropyge
  - Parelbella
  - Protelbella
  - Pseudocroniades
  - Pyrrhopyge
  - Sarbia
  - Yanguna
- Subtribul Zoniina
  - Zonia (monotipic: Zonia zonia)